# WOWOW
WOWOW (яп. ワウワウ ваувау) — первое частное и платное спутниковое телевидение в Японии. Аналоговое вещание началось 1 апреля 1991 года, цифровое вещание — 1 декабря 2000 года. Сеть начала своё развитие с 207 тыс. подписчиков (продажи на 31,5 млрд. иен), и за два года выросла до 2,66 млн подписчиков (продажи на 64,5 млрд иен).
WOWOW в основном повторно транслирует фильмы, но также нередко встречаются различные аниме-произведения, например версия «Cowboy Bebop» без вырезанных сцен.
Имя сети произошла от удвоенного англ. wow (вау — «ого, выражение удивления»), также три английские буквы W часто ассоциируется с англ. World-Wide-Watching (волд вайд вотчин — «всемирный просмотр»). WOWOW также транслировала известные американские мультфильмы, такие, как «Бивис и Баттхед», «Симпсоны» и «Южный Парк».